# Pär Järlebrant
Pär Ove Järlebrant, född 7 maj 1984 i Strömsund, Jämtlands län, är en svensk släggkastare. Järlebrants personbästa i slägga är 64,29 meter, vilket han kastade den 12 augusti 2005 i Söderhamn.
Han inledde karriären lovande med att vinna släggtävlingen i ungdomsfinnkampen 2002 med 63,01 meter (med juniorslägga). I maj 2003 slog Järlebrant svenskt rekord i klassen pojkar 19 år med ett kast på 67,44 meter (med juniorslägga). Senare under samma månad förbättrade han rekordet till 68,21 meter vid en tävling i tyska Halle, vilket är hans personbästa med juniorslägga. Vid junior-EM i Tammerfors 2003 slutade Järlebrant på 9:e plats med 66,95 meter (67,60 i kvalificeringsomgång).
Samtidigt som Järlebrant nådde senioråldern infördes en ny mästerskapstävling i Norden, JNM22, för friidrottare upp till 22, i praktiken en tävling för yngre seniorer som inte nått senioreliten ännu. I ogynnsamt väder kom Järlebrant på tredje plats med 62,72 (seniorslägga) vid JNM22 2004 i Fredrikstad. Som senior har Järlebrant deltagit i finnkampslaget vid ett tillfälle (2006), då han kom på sjätte plats med 56,30 meter. Han hade därefter skadebekymmer men gjorde under 2009 comeback. Sedan 2009 har inga tävlingsresultat rapporterats för Pär Järlebrant.

## Resultatutveckling
- 2009: 64,14  [16]
- 2008: -
- 2007: -
- 2006: 60,19[1]
- 2005: 64,29[1]
- 2004: 62,72[1]
- 2003: 58,56
- 2002: 56,99
- 2001: 53,02
- 2000:
- 1999:
- 1998: